# Molecular Phylogenetics and Evolution
Molecular Phylogenetics and Evolution è una rivista scientifica a revisione paritaria di biologia evolutiva e filogenetica edita da Elsevier.

## Indicizzazione
La rivista è indicizzata in:
- EMBiology
- Journal Citation Reports
- Scopus
- Web of Science